# Messzénéi Etruszkosz
Messzénéi Etruszkosz (Kr. e. I. század – Kr. u. I. század első fele körül) görög epigrammaköltő.
A szicíliai Messzénéből (Messina) származott. Három epigrammáját az Anthologia Graeca őrizte meg számunkra. Egy műve:
Kettős tiszte szerint egy bárka ragadta az élet
és a halál útján jó Hierokleidészt.
Éltében táplálta, s holtan emészti tüzével:
Hadészhoz viszi, mint vitte a préda után.
Boldog, lám, a halász: a saját bárkája sodorta
tengeren át, s aztán hádészi árnyak elé.